# Mandeep Dhillon
Mandeep Dhillon (Letchworth Garden City, 21 dicembre 1990) è un'attrice britannica.

## Biografia
Ha recitato nella serie televisiva britannica di Netflix After Life. Dal 2021 al 2024 è nel cast principale della serie poliziesca di CBS CSI: Vegas. Nel 2025 affianca Tom Hardy, Pierce Brosnan e Helen Mirren nella serie di Paramount+ MobLand.

## Filmografia

### Cinema
- Lacrime di Kali (Tears of Kali), regia di Andreas Marschall (2004)
- David Brent: Life on the Road (2016)
- Star Wars - L'ascesa di Skywalker (Star Wars: The Rise of Skywalker), regia di J. J. Abrams (2019)

### Televisione
- The Thick of It – serie TV, episodio 4x5 (2012)
- Some Girls – serie TV, 18 episodi (2012-2014)
- Whitechapel – serie TV, episodi 4x03-4x04 (2013)
- 24: Live Another Day – serie TV, 7 episodi (2014)
- Wolfblood - Sangue di lupo – serie TV, 9 episodi (2014)
- Doctor Who – serie TV, episodio 10x4 (2017)
- Bulletproof – serie TV, 6 episodi (2018)
- After Life – serie TV, 12 episodi (2019-2020)
- Temple – serie TV, 4 episodi (2021)
- CSI: Vegas – serie TV, 41 episodi (2021-2024)
- Avoidance – serie TV, 12 episodi (2022-2024)
- MobLand – serie TV (2025)

## Doppiatrici italiane
Nelle versioni in italiano delle opere in cui ha recitato, Mandeep Dhillon è stata doppiata da:
- Mattea Serpelloni in Bulletproof
- Rossella Acerbo in After Life
- Isabella Benassi in CSI: Vegas
- Perla Liberatori in MobLand